# Parchim
Parchim – miasto powiatowe w Niemczech, w kraju związkowym Meklemburgia-Pomorze Przednie, siedziba powiatu Ludwigslust-Parchim, Związku Gmin Parchimer Umland oraz gminy Obere Warnow. Do 3 września 2011 siedziba powiatu Parchim. W roku 2005 miasto liczyło 18 900 mieszkańców. Miejscowość leży na trasie Europejskiego Szlaku Gotyku Ceglanego.
25 maja 2014 do miasta przyłączono gminę Damm, która stała się jego dzielnicą.

## Toponimia
Nazwa pochodzenia słowiańskiego, poświadczona w źródłach średniowiecznych w formach Parchim (1170, 1248, 1249, 1265, 1299) i Parchem (1202, 1216, 1225/1226, 1229, 1238, 1246, 1264, 1284, 1293). Pochodzi od połabskiego imienia *Parchom, nazwa niemiecka nie zachowała pierwotnego zmiękczenia końcówki, oznaczającego formę odosobową.

## Gospodarka
W mieście rozwinął się przemysł drzewny, odzieżowy oraz spożywczy.

## Osoby urodzone w Parchimiu
- Ernst Goldenbaum (1898–1990) – niemiecki polityk
- Helmuth Karl Bernhard von Moltke (1800–1891) - pruski generał i feldmarszałek

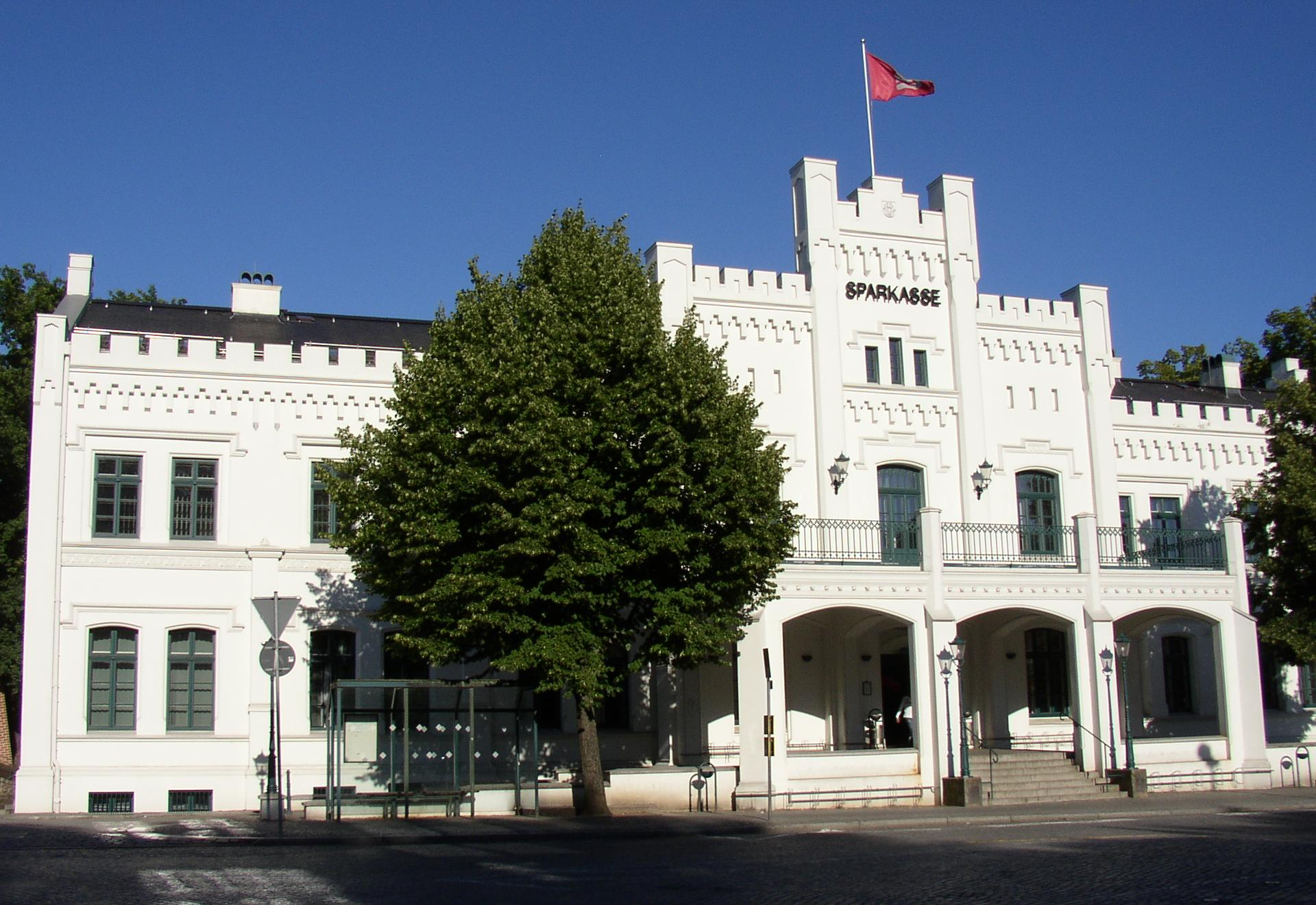
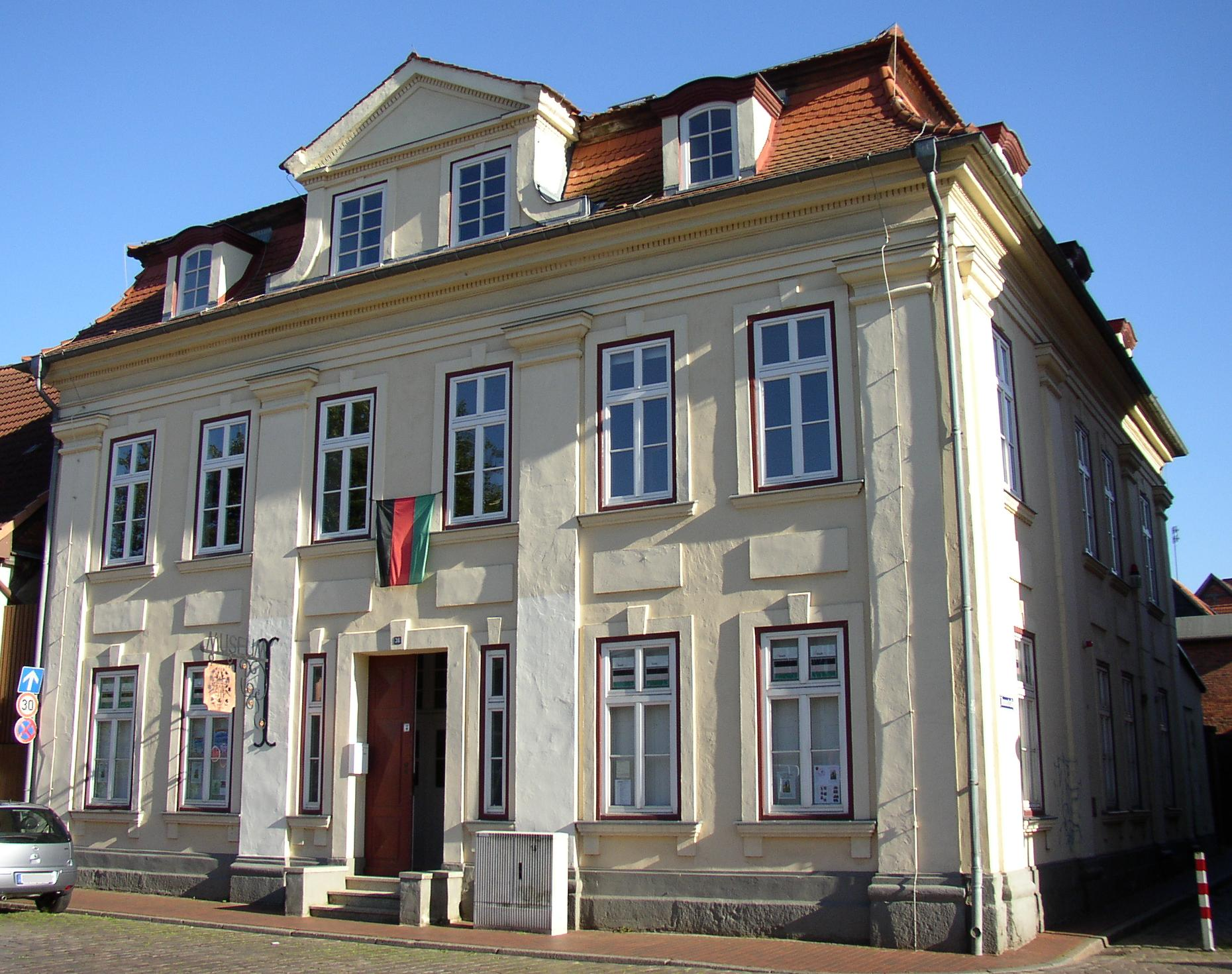
Muzeum
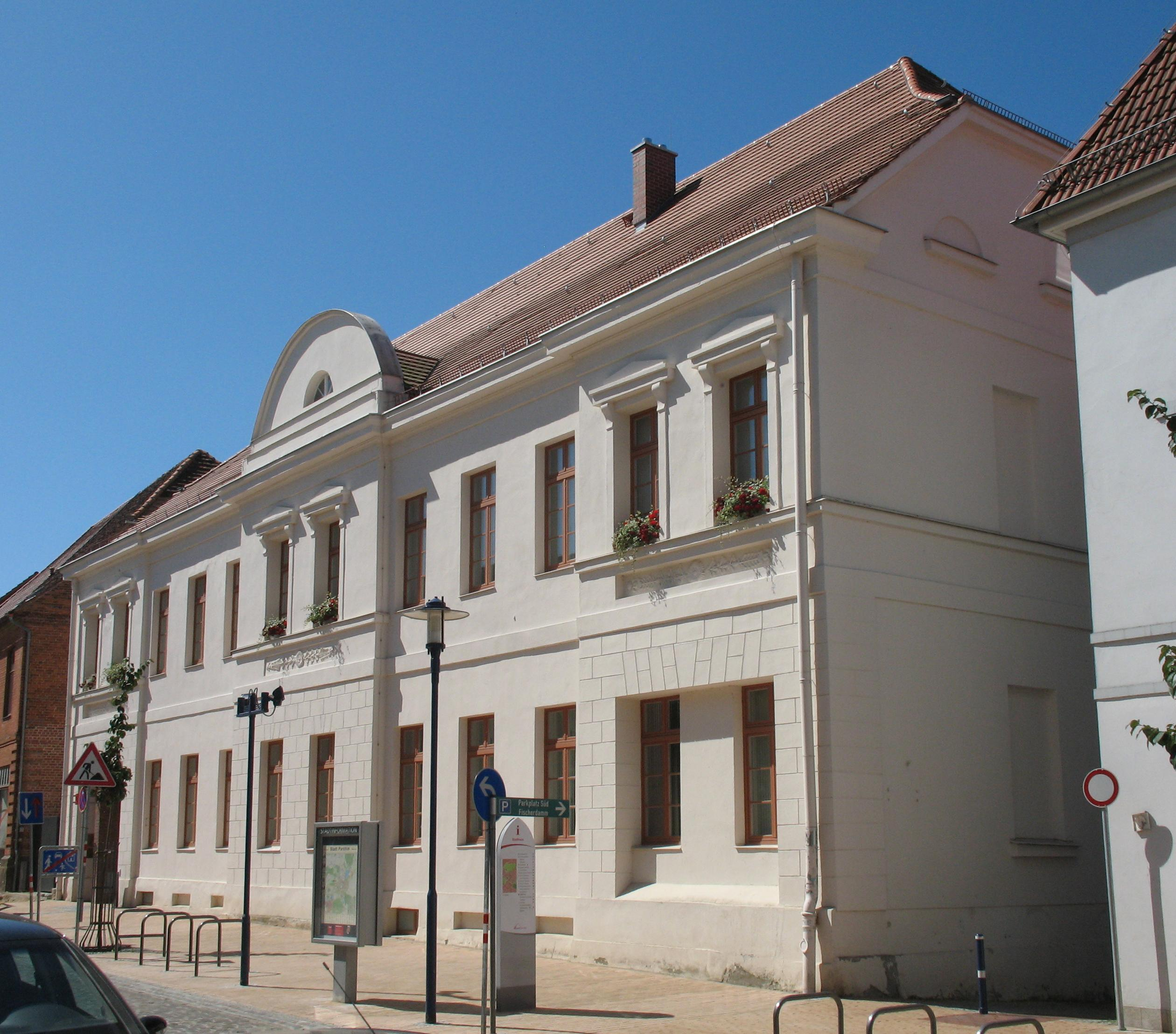
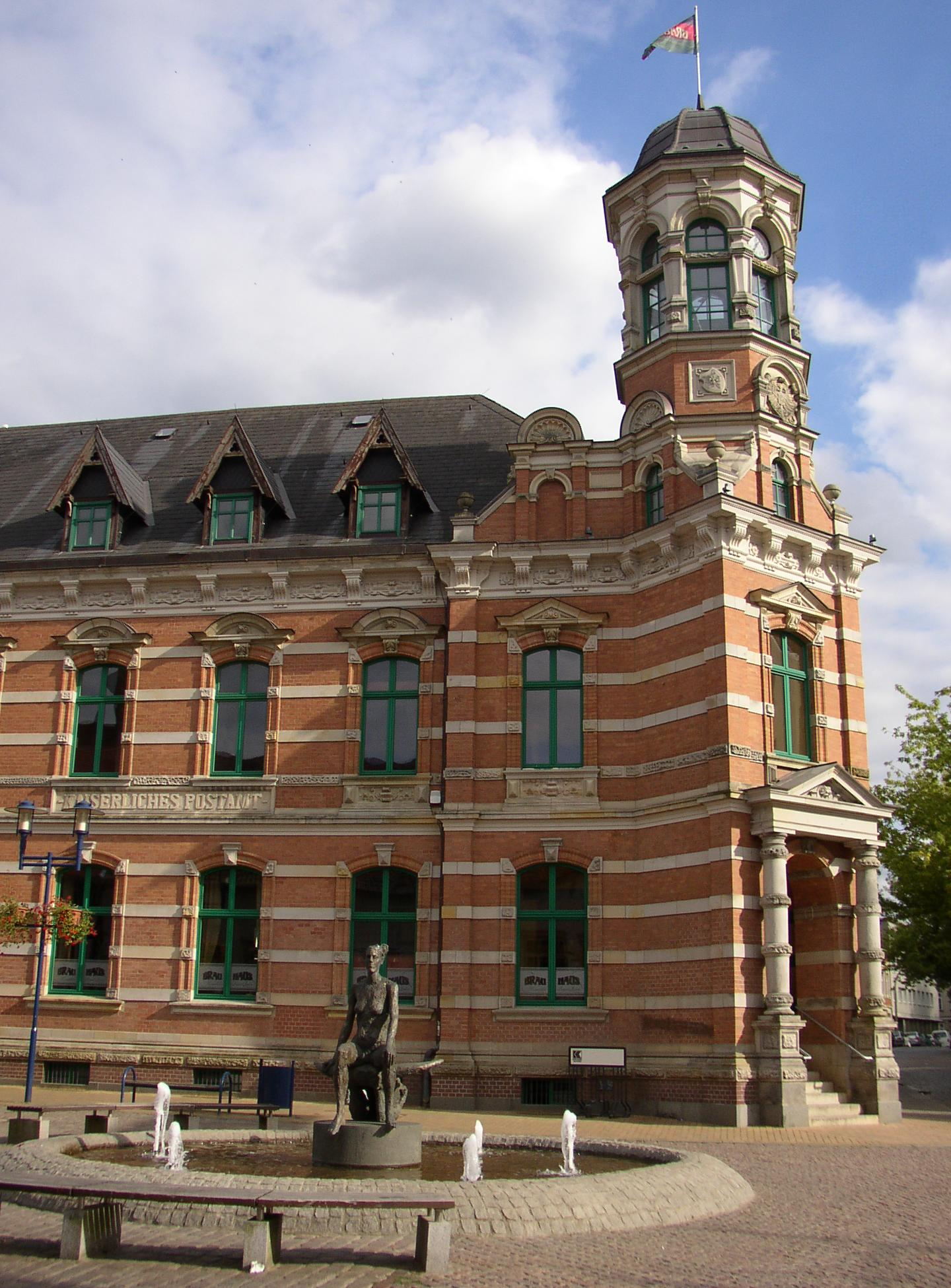
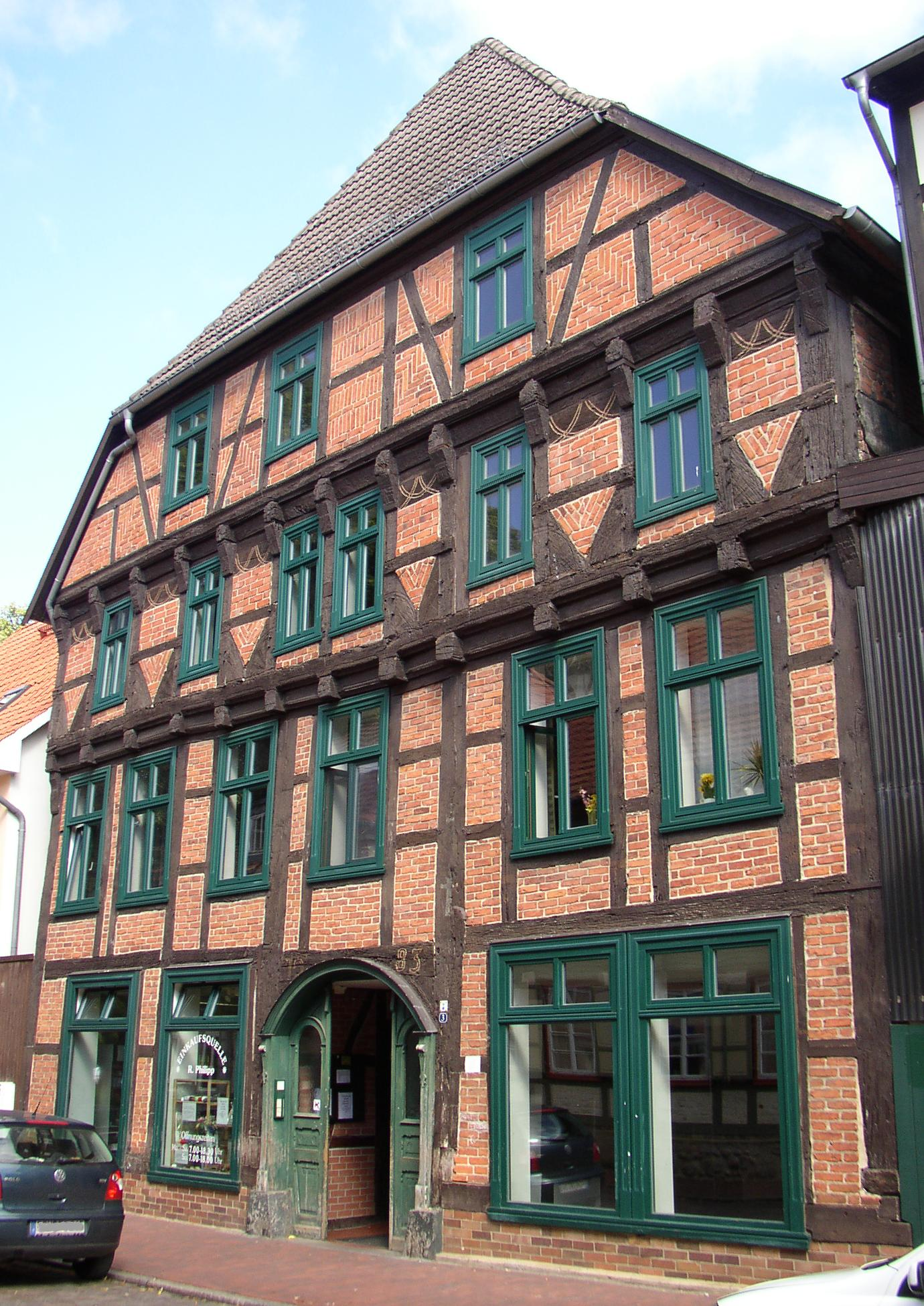
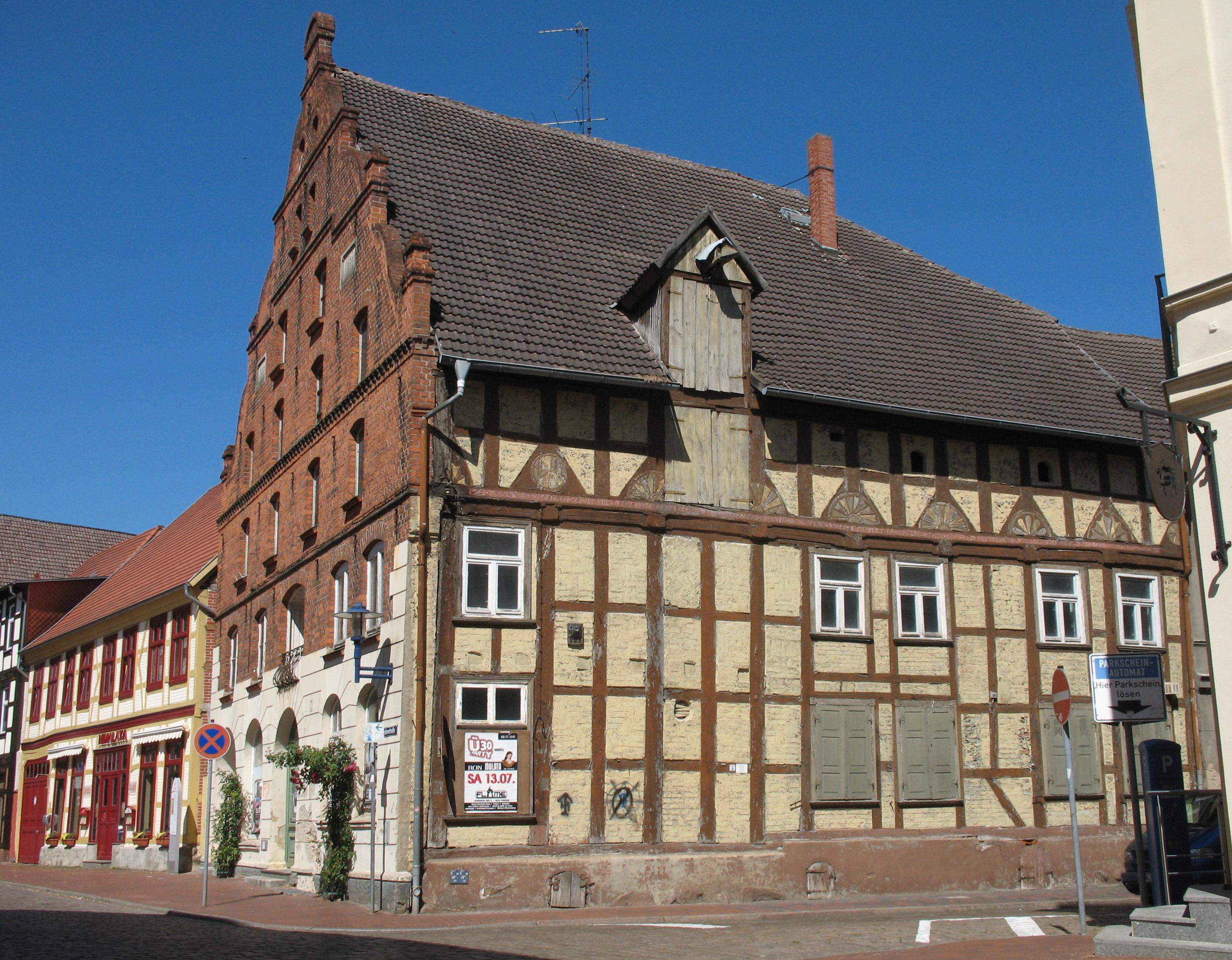
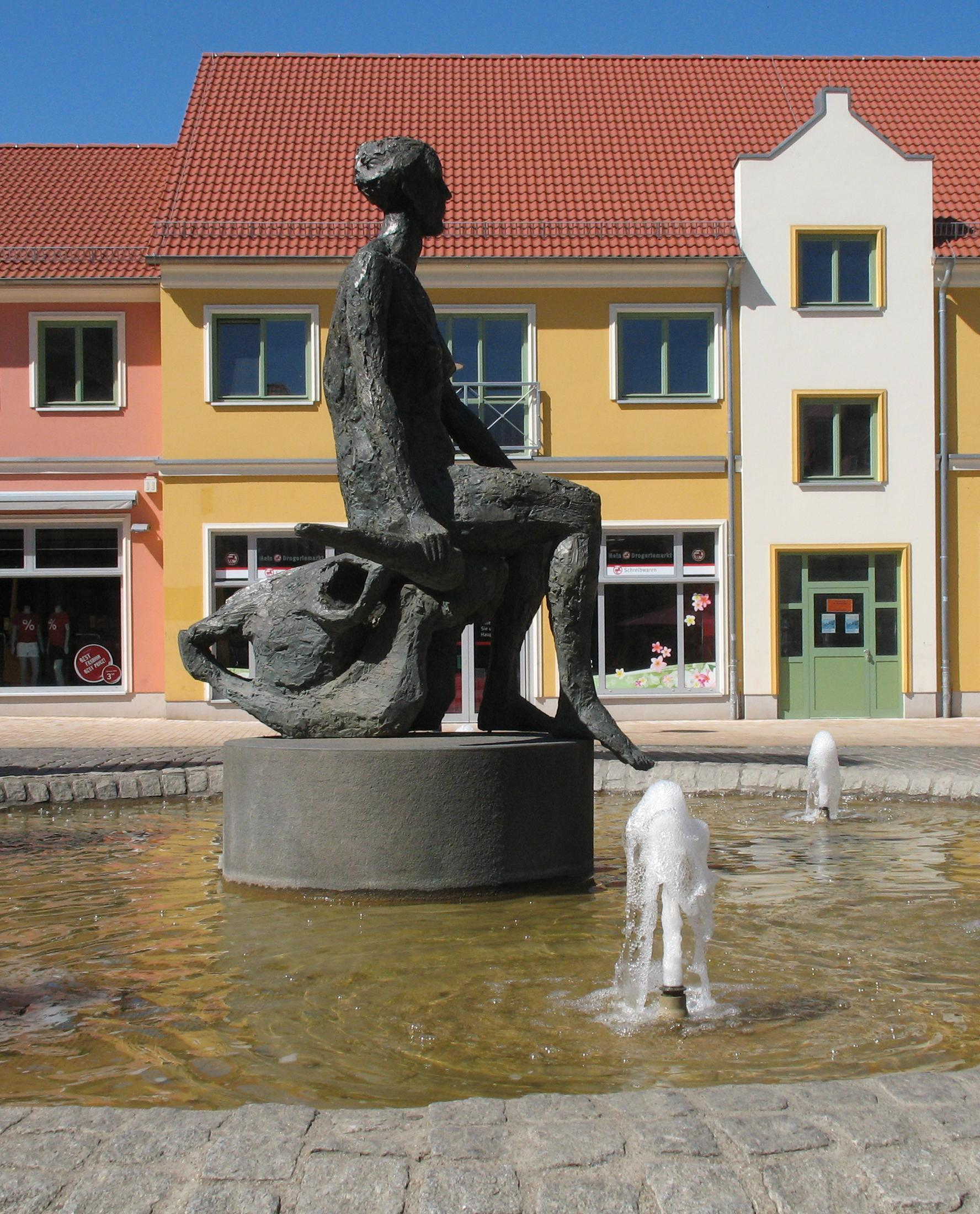
Fontanna

## Współpraca
Miejscowości partnerskie::
- Neumünster, Szlezwik-Holsztyn
- Peer, Belgia
- Rubene/Slate, Łotwa
- Saint-Dizier, Francja

## Komunikacja
W mieście znajduje się stacja kolejowa Parchim.